# Plecturocebus aureipalatii
Callicebus aureipalatii · Titi Madidi
Espèce
Statut de conservation UICN

 LC A4cde : Préoccupation mineure
Statut CITES
Plecturocebus aureipalatii, le Titi Madidi, est une espèce de mammifères sud-américaine, de l'ordre des primates, de la famille des pithéciidés.

## Description
Plecturocebus aureipalatii, comme les autres titis, est un primate relativement petit avec une fourrure épaisse. Celle-ci est gris-brun sur le dos, le ventre ainsi que les avant-bras et les jambes et les pattes sont de couleur rouge orangé. La queue est longue et touffue ; comme tous les titis, elle n'est pas utilisée comme queue préhensile. Elle est principalement de couleur sombre, mais présente une pointe blanche. La tête est petite, arrondie, son sommet, jaune d'or, est caractéristique. Les poils sur les joues et la gorge sont de couleur rouge orangé.

## Répartition

Répartition de Plecturocebus aureipalatii.

Plecturocebus aureipalatii vit au pied des Andes dans le Nord du département bolivien de La Paz. Des études indiquent qu'il habite la rive ouest du río Beni mais ne semble pas endémique de Bolivie, avec des habitats qui peuvent s'étendre au sud du Pérou (au moins jusqu'au río Tambopata). Son habitat est constitué de forêts, en particulier celles à végétation dense, où il peut se rencontrer jusqu'à 500 mètres d'altitude.

## Comportement
Comme tous les titis, ces primates sont diurnes et vivent dans les arbres. Ils se déplacent dans les branches soit à quatre pattes, soit en sautant, pour lesquels ils sont adaptés avec leurs pattes postérieures relativement longues.
Comme tous les autres titis, ils forment des groupes familiaux monogames composés des parents et de leur progéniture et dans lesquels les partenaires restent souvent ensemble pour la vie. Les pères participent intensivement à l'élevage des petits, ils les transportent et ne le donnent à la mère que pour l'allaitement. Les groupes vivent sur des territoires fixes d'environ 17 à 25 hectares. Un duo attire l'attention sur des animaux extérieurs au groupe sur leur territoire et, si nécessaire, le défendent. 
Leur régime alimentaire se compose principalement de fruits et, dans une moindre mesure, d'autres parties de la plante.

## Classification
Le biologiste britannique Robert B. Wallace (d) de la Wildlife Conservation Society et le biologiste bolivien Humberto Gómez (d) repèrent le singe pour la première fois en 2000 alors qu'ils étudient les animaux du parc national Madidi. C'est la première espèce de primates à avoir été découverte en Bolivie au cours des soixante dernières années lorsqu'elle obtient le statut de nouvelle espèce en 2006 après des années d'études. Annika Maria Felton (d), Adam M. Felton (d) et Ernesto Cáceres (qui ne fait pas partie des auteurs de cette espèce), composant l'équipe d'expédition sur le terrain, sont les premiers chercheurs à filmer et enregistrer cette espèce, jusqu'alors inconnue de la science. 
Le nom valide complet (avec auteur) de ce taxon est Plecturocebus aureipalatii (Wallace (d), Gómez (d), A.M. Felton (d) & A. Felton (d), 2006). L'espèce a été initialement classée dans le genre Callicebus sous le protonyme Callicebus aureipalatii Wallace, Gómez, A.M.Felton & A.Felton, 2006.
Plecturocebus aureipalatii a pour synonyme :
- Callicebus aureipalatii Wallace, Gómez, A.M.Felton & A.Felton, 2006

## Étymologie
Plutôt que de choisir un nom par eux-mêmes, Wallace, son équipe et la WCS mettent aux enchères les droits de dénomination pour lever des fonds pour la FUNDESNAP (Fundación para el Desarrollo del Sistema Nacional de Áreas Protegidas), l'organisation à but non lucratif qui gère le parc national Madidi. Le casino virtuel GoldenPalace.com (d), l'un des plus d'une douzaine d'enchérisseurs, paie 650 000 dollars américains (575 000 euros) pour que l'espèce porte son nom, aureipalatii, version « latinisée » de Golden Palace.

## Publication originale
- (en) Robert B. Wallace, Humberto Gómez, Annika Felton et Adam M. Felton, « On a New Species of Titi Monkey, Genus Callicebus Thomas (Primates, Pitheciidae), from Western Bolivia with Preliminary Notes on Distribution and Abundance », Primate Conservation, Conservation International, vol. 20,‎ mai 2006, p. 29-39 (ISSN 0898-6207 et 2162-4232, DOI 10.1896/0898-6207.20.1.29, lire en ligne).